# Saco (indumentaria)
Entre los antiguos, el término saco se refiere a un vestido sencillo y grosero, con cilicio: este constituía un signo o instrumento de penitencia.
Los antiguos no acostumbraban a cubrir con él todo el cuerpo sino solo la cintura (Isaías, cap. 2, v. 2; Judith, cap. 4, v. 8). Lo usaban en las ocasiones de luto, aflicción, calamidad pública o penitencia (lib. 2 de los Reyes cap. 3, v. 31; 3 de los Reyes cap. 20 v. 32; Ester, cap. 4, v. 1) Añadían la acción de cubrir la cabeza con ceniza o polvo. Después de pasar la aflicción, manifestaban su alegría rasgando el saco que tenían en la cintura, lavándose y frotándose con aceite perfumado.